# Siegfried Knappe
Siegfried Knappe (né le 15 juin 1917, décédé le 1er décembre 2008) était officier dans la Wehrmacht pendant la Seconde Guerre mondiale. À la fin de la guerre, pendant la bataille de Berlin, Knappe est affecté à Berlin où il fut chargé des briefings quotidiens dans le Führerbunker.

## Biographie
Knappe a participé à la bataille de France en tant que lieutenant d'artillerie (Leutnant der Artillerie) dans la 1. Panzerarmee. Il est décoré pour les combats du 14 juin 1940 sur le canal de l'Ourcq, au sud de Tremblay-en-France dans la région parisienne. Un groupe de soldats français qui ignoraient visiblement que Paris avait été déclarée ville ouverte défendait un pont avec des mitrailleuses depuis une maison située de l'autre côté du canal. Ne réussissant pas à dégager le passage avec des tirs de mortier, l'infanterie allemande demanda un appui d'artillerie. Quoique sa fonction d'adjudant du bataillon ne lui fasse pas obligation de monter au feu, Knappe accompagna les combattants. La pièce de 105 mm dut être mise en batterie directement devant la maison pour faire feu à bout portant. Les fantassins se mirent à l'abri derrière un bâtiment près du pont où le canon fut placé, mais les sept servants de la pièce furent obligés de se mettre à découvert pour tirer. Trois des hommes furent blessés, mais la maison abritant la mitrailleuse française fut détruite. Cette action permit à l'infanterie de reprendre sa marche en avant.
Blessé durant ce combat par une balle entrée par le dos de sa main et sortie par le poignet, Knappe dut être évacué le 19 juin 1940. On lui décerna la Croix de fer, 2e classe, pour sa bravoure ainsi que l'Insigne noir des blessés.
Il combat plus tard sur le Front de l'Est et dans la Campagne d'Italie. Il est décoré de la Croix de fer 1re classe pour son courage pendant l'opération Barbarossa en 1941, en particulier pour avoir dirigé des attaques d'artillerie. Il est blessé à deux nouvelles reprises et atteint le grade de commandant.
Juste avant la fin de la guerre, il travaille au Führerbunker lors de la bataille de Berlin sous les ordres du général Helmut Weidling. Il est finalement capturé par l'Armée rouge. C'est à lui que Weidling dicte l'ordre appelant les derniers combattants allemands à déposer les armes.
Après la guerre, il émigre aux États-Unis avec sa famille. Il y écrit ses mémoires, publiés en anglais sous le titre de « Soldat: Reflections of a German Soldier, 1936-1949 ». Ces souvenirs aideront à recréer la vie dans le bunker pour le film La Chute, retraçant les derniers jours de Hitler.